# Ivănețu
Ivănețu est un village dépendant de la commune de Brăești, dans le județ de Buzău, en Munténie (sud-est de la Roumanie). Sa population était de 656 personnes lors du recensement de 2002.
Elle est jumelée avec la ville française de Saint-Ciers-sur-Gironde (département de la Gironde).